# Caroline de Danemark
La princesse Caroline de Danemark (danois : Caroline af Danmark ; 28 octobre 1793, Copenhague – 31 mars 1881, Copenhague) est la fille aînée survivante de Frédéric VI de Danemark. Elle est officieusement connue sous le nom « Kronprinsesse Caroline »  avant son mariage, et plus tard comme « Arveprinsesse Caroline ». Elle épouse le cousin de son père, Ferdinand de Danemark, qui est l'héritier présomptif du trône de 1848 à 1863.

## Biographie

### Naissance et famille

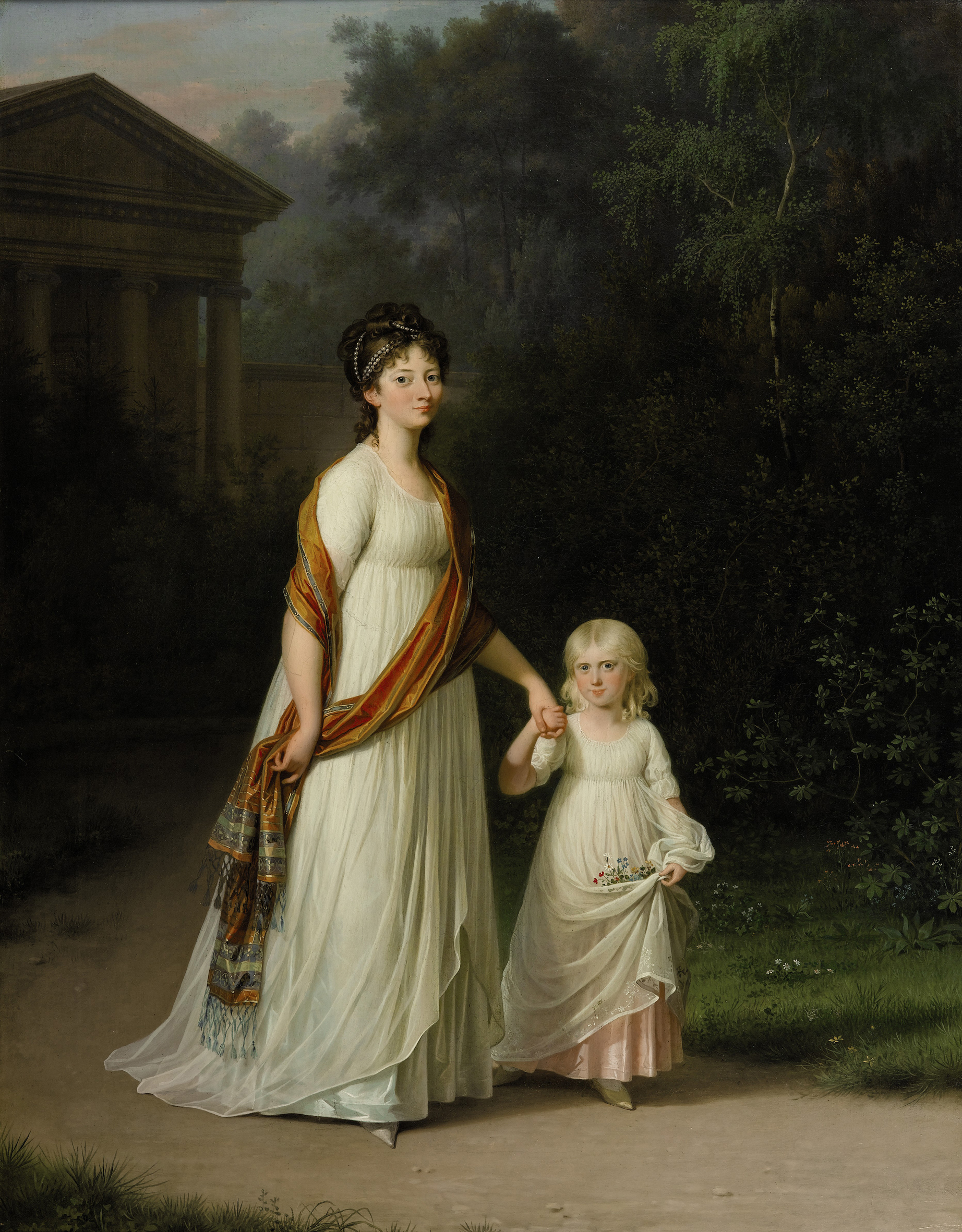
La princesse Caroline avec sa mère, par Jens Juel (vers 1800).

La princesse Caroline voit le jour le 28 octobre 1793 au palais de Christiansborg, alors résidence principale de la monarchie danoise sur l'île de Slotsholmen au centre de Copenhague. Elle est le troisième enfant du prince héritier Frédéric (le futur roi Frédéric VI de Danemark) et de son épouse et cousine, la princesse Marie-Sophie de Hesse-Cassel. Pour ses parents, dont les deux premiers enfants sont décédés peu après leur naissance, il s'agit là d'une excellente nouvelle et la naissance de l'enfant est également bien accueillie par le public. Lors de sa naissance il est dit : « Denne er Dydens Løn, flere er Folkets Bøn! » (« Ceci est la récompense de la vertu, plus encore la prière du peuple ! »). Malgré ces vœux bien intentionnés, elle et sa sœur cadette de quatorze ans, la princesse Wilhelmine-Marie, deviennent les seuls des huit enfants à vivre jusqu'à l'âge adulte.
La princesse Caroline est née sous le règne de son grand-père paternel le roi Christian VII. Le roi étant mentalement instable, son père est régent de Danemark-Norvège depuis 1784.

### Enfance et jeunesse

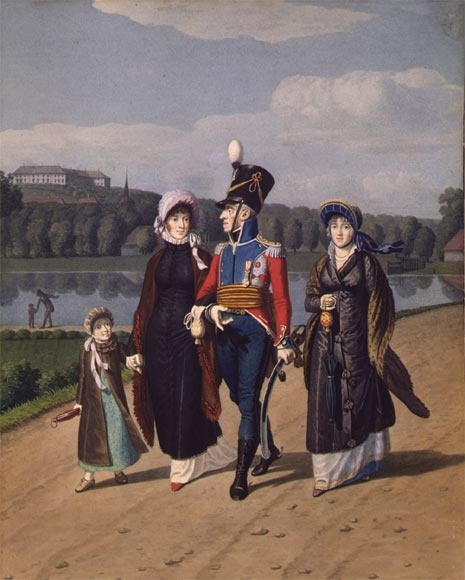
La reine Marie-Sophie-Frédérique et le roi Frédéric VI (roi de Danemark) se promenant avec leurs filles au jardin de Frederiksberg dans les années 1810.

Quatre mois après sa naissance, le 26 février 1794, le palais de Christiansborg est détruit par un incendie. Par la suite la princesse Caroline déménage avec ses parents au palais d'Amalienborg dans le quartier de Frederiksstaden au centre de Copenhague. Là elle grandit avec sa sœur cadette au palais Schack, passant les étés au palais de Frederiksberg, près de Copenhague. 
La princesse Caroline a une relation très étroite avec son père. Elle reçoit une éducation diversifiée mais peu approfondie à domicile. Sous la direction de sa gouvernante, Mlle Jensen de Schleswig, elle apprend le danois par le professeur Frederik Høegh-Guldberg, le dessin par le peintre de fleurs Johannes Ludvig Camradt et en musique par les compositeurs Christoph Ernst Friedrich Weyse et Friedrich Kuhlau. Elle rencontre Hans Christian Andersen en 1822 et est très intéressée par son écriture et de l'aventure.

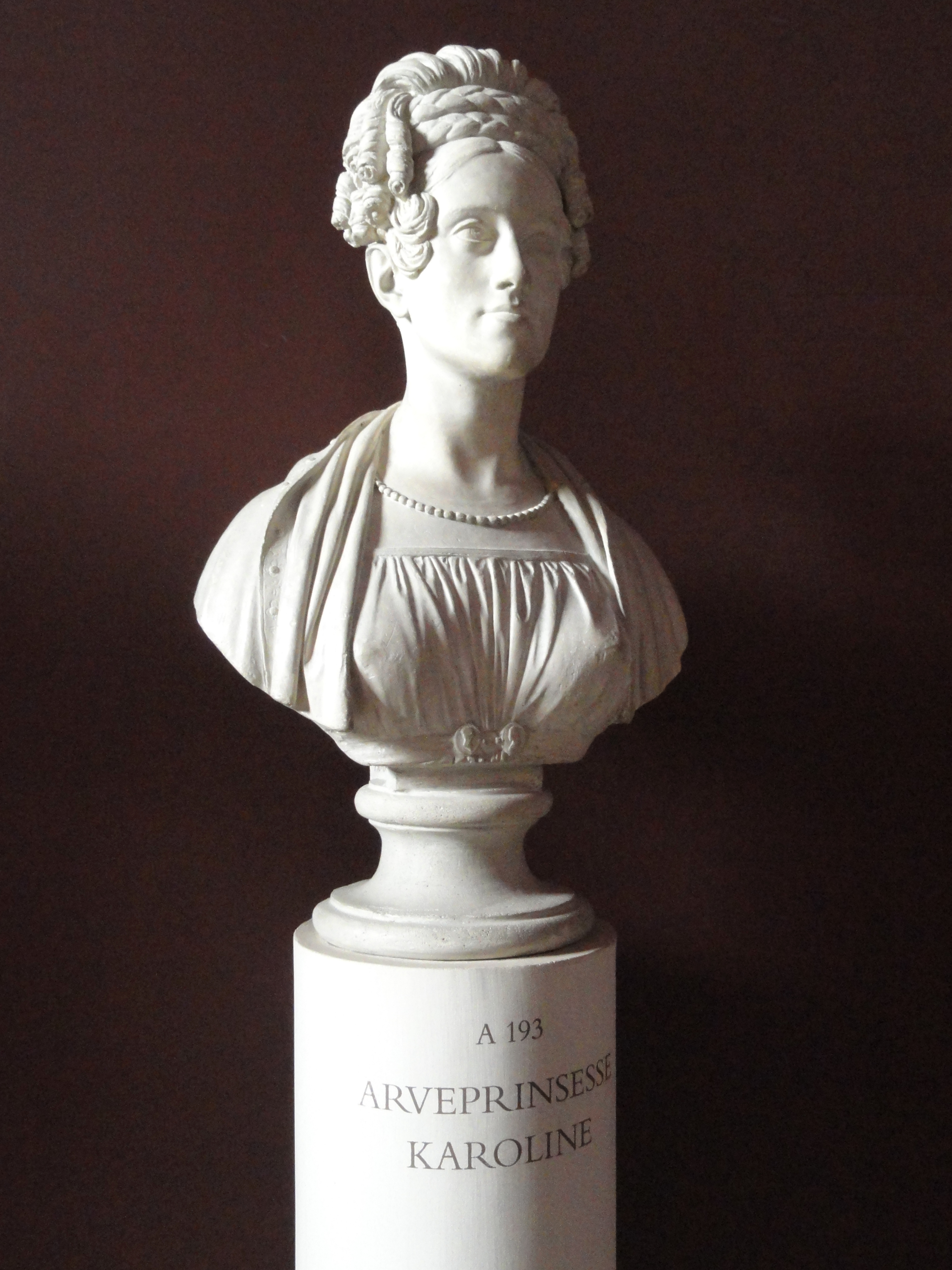
Buste de la princesse Caroline, par Bertel Thorvaldsen vers 1819.

À la mort de son grand-père Christian VII de Danemark en 1808, son père monte sur trône. Son père n'a pas de fils survivants et Caroline et sa sœur Wilhelmine-Marie de Danemark sont exclues de la succession au trône en vertu de la Loi salique. En dépit de ce fait, cependant, elle est encore couramment appelée la princesse de la couronne avant son mariage, comme l'enfant aîné de son père, alors qu'elle n'en a pas le titre officiel. 

### Mariage

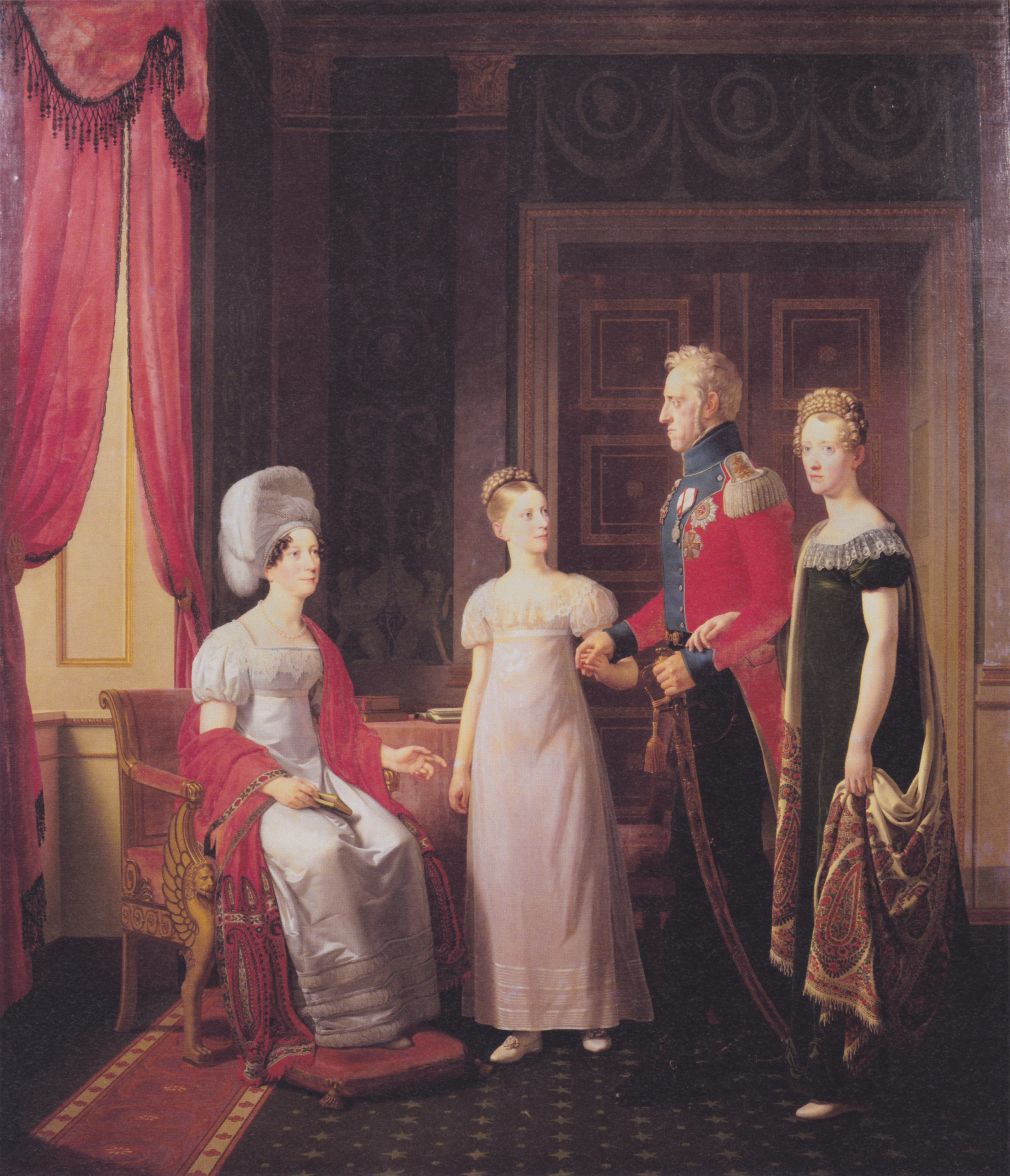
La reine Marie-Sophie-Frédérique et le roi Frédéric VI (roi de Danemark) avec leurs filles, par Christoffer Wilhelm Eckersberg (1821).

La princesse Caroline n'est pas particulièrement talentueuse ni belle, mais en tant que fille aînée du roi, elle est toujours considérée comme une épouse désirable. Pendant sa jeunesse, plusieurs mariages sont planifiées pour elle, mais sans résultat.
Déjà deux ans après l'accession de son père au trône, Napoléon Ier suggère, en 1810, un mariage entre la princesse de 17 ans et le récemment nommé héritier du trône suédois, le prince Christian-Auguste d'Augustenborg, âgé de 41 ans ; son père désapprouve, mais entame néanmoins des négociations de mariage, interrompues par la mort inattendue de Christian-Auguste peu de temps après. En septembre 1812, la princesse Caroline est fiancée au frère de sa mère, le prince Christian de Hesse-Cassel, de 17 ans son aîné ; cependant, l'année suivant les fiançailles, il souffre d'une dépression et meurt en novembre 1814 à l'âge de 38 ans,,. Au cours des années suivantes, divers projets de mariage sont envisagés, et parmi les mariés proposés figure le prince britannique Guillaume, duc de Clarence, futur roi Guillaume IV, cette fois de 28 ans son aîné.

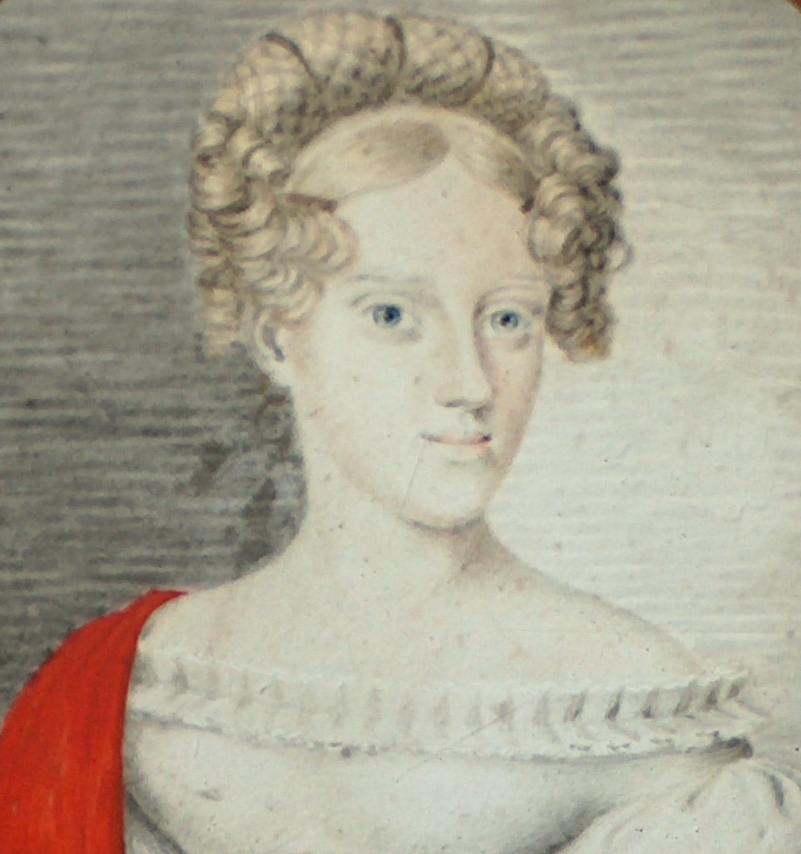
La princesse Caroline jeune, dans les années 1820.

Cependant, le roi Frédéric VI n'est pas disposé à consentir à un mariage à l'étranger, qui éloignerait sa fille du Danemark. En 1829, il décide enfin d'un mariage entre la princesse Caroline et le cousin germain du roi, le prince Ferdinand de Danemark. Le prince Ferdinand est le fils cadet de l'oncle du roi, le prince héréditaire Frédéric de Danemark, et le frère cadet du prince Christian-Frédéric, futur roi Christian VIII. Ainsi, le prince Ferdinand est troisième dans l'ordre de succession au trône de Danemark et le mariage est arrangé pour des raisons dynastiques dans le but de lier les deux branches de la famille royale. Célébrée par l'aumônier du roi Jacob Peter Mynster, la noce a lieu le 1er août 1829 à la chapelle du palais de Frederiksberg,.

### Vie maritale

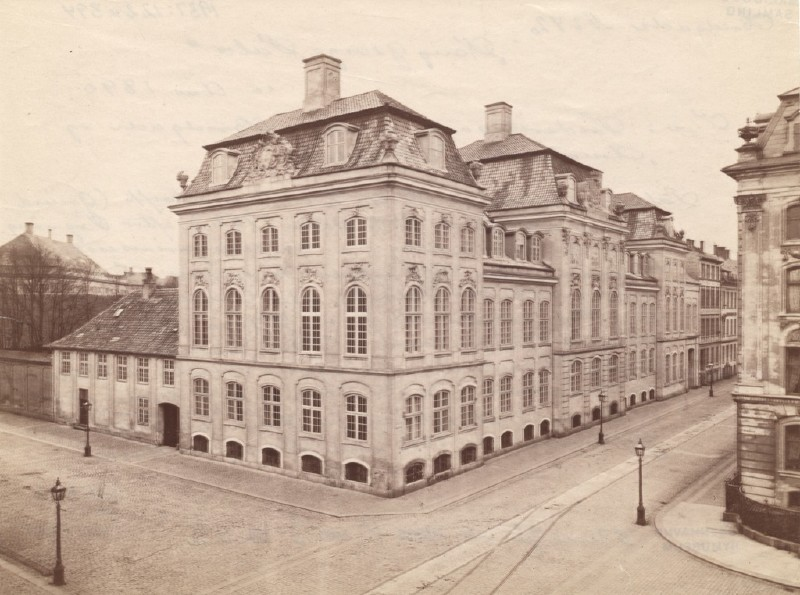
Le palais Bernstorff de Copenhague.

Les époux vivent dans le palais Bernstorff, situé juste à côté du palais d’Amalienborg dans le quartier de Frederiksstaden, au centre de Copenhague. Ce palais urbain de style rococo a été acheté pour eux par le roi Frédéric VI, et rénové pour eux par l'architecte néoclassique danois Jørgen Hansen Koch. Ce mariage arrangé reste sans enfant mais s'avère par ailleurs réussi à bien des égards, et Caroline finit par vivre en harmonie avec son conjoint,. Elle tolère son adultère récurrent et fait de son mieux pour résoudre ses problèmes d'argent constants,. Elle ne joue pas un rôle actif à la cour royale et après la mort de son père en 1839, elle s'éloigne de la cour, toute concentrée qu'elle est avec "Le règne de Papa". Son époux a pour tâche d'escorter Louise Rasmussen à la cour, alors qu'elle est brouillée avec le couple royal.
En 1830, Caroline subit de terribles brûlures dans un incendie, qui défigure son visage ; son ornement de cheveux prend feu alors qu'elle lisait dans son lit, et elle est gravement brûlée au visage. Elle subit une semblable brûlure lorsque, en 1858, elle est brûlée aux bras et à l'épaule laissant des séquelles pour le reste de sa vie.
Entre 1831 et 1839, elle préside régulièrement aux exercices annuels de troupes à Aarhus, auxquels son mari participe en tant que commandant d'un régiment de dragons. Lorsque son conjoint est nommé Général Commandant pour Nørrejylland en 1839, elle le suit dans sa tournée d'inspection à travers le comté. Elle est une bonne cavalière, et quand elle suit son conjoint sur ses inspections des troupes, Sjælland, elle a défilé d'elle-même à cheval devant les troupes.
Elle fonde un asile à Aarhus (1836) et devient la protectrice de Vallø Stift en 1852.

### Princesse héréditaire

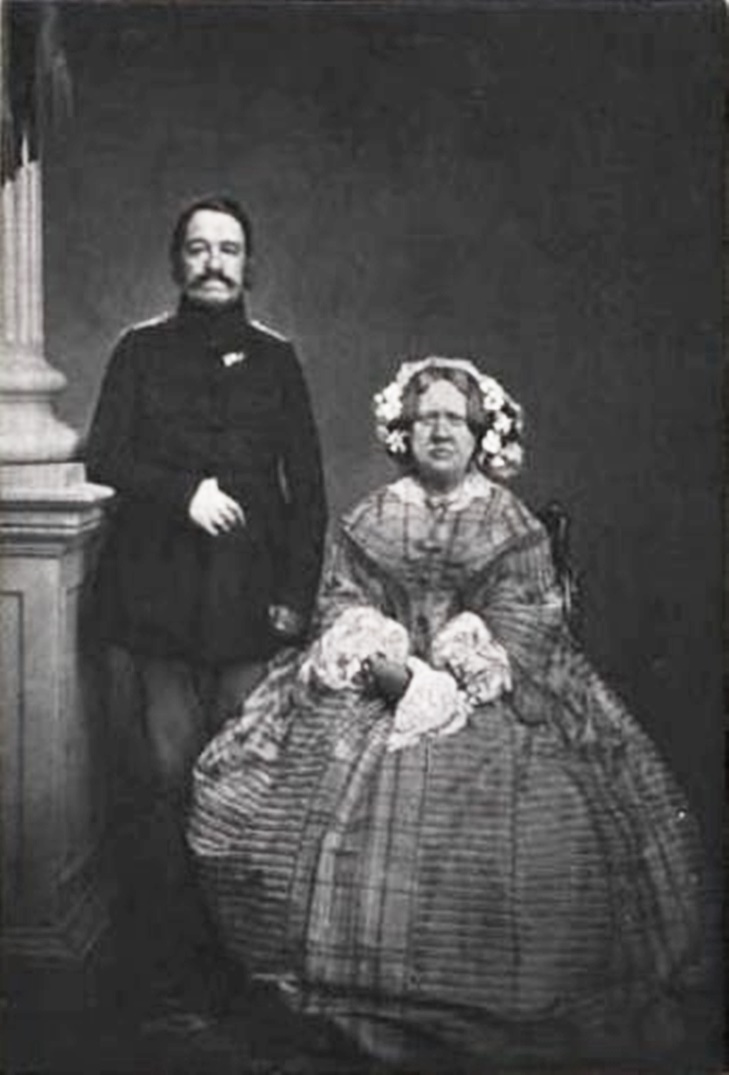
La princesse héréditaire Caroline et son mari le prince héréditaire Ferdinand, vers 1863.

Après la mort de son beau-frère Christian VIII en 1848, son mari devient l'héritier présomptif du trône du Danemark et reçoit le titre de Prince Héréditaire. Caroline redevient maintenant la princesse héréditaire. Elle n'est jamais devenue la reine, cependant, car le prince Ferdinand meurt en 1863, peu de temps avant son neveu Frédéric VII de Danemark, et le trône passe à Christian IX.

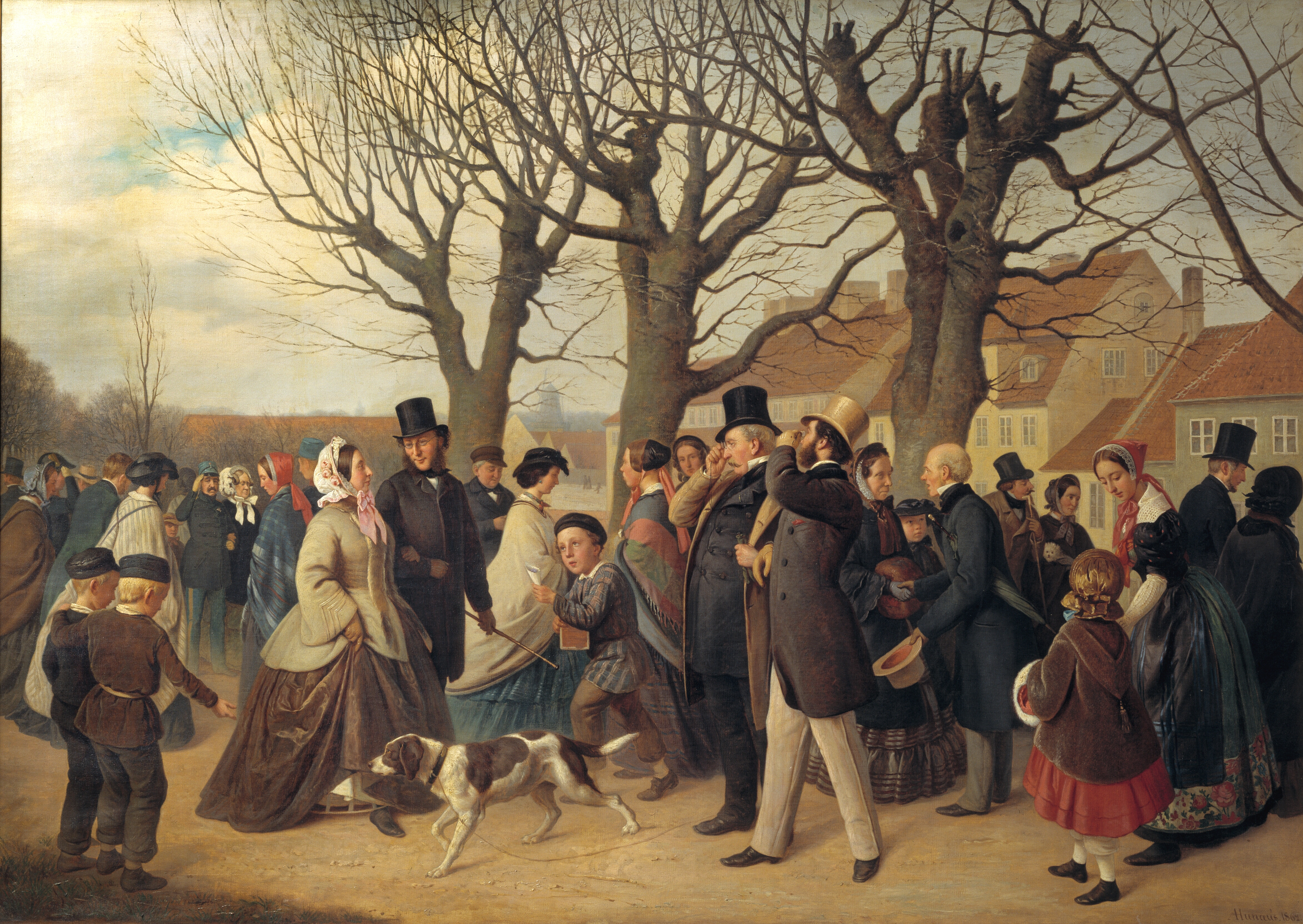
La princesse Caroline et le prince Ferdinand sont inclus dans la foule (en arrière-plan à gauche) dans le peinture de genre d'Andreas Herman Hunæus Promenade sur les remparts de Copenhague, le soir d'un jour férié au printemps de 1862.

Elle est une grande patriote, et a l'habitude de dire qu'il n'y a pas de raison de voyager. Elle est aussi loyale envers Copenhague et le couple devient populaire quand ils par fidélité à la ville sont les seuls membres de la famille royale à rester dans la capitale pendant l'épidémie de choléra de 1853.
Devenue veuve, elle vit isolée, payant les dettes de son mari. Au cours de ses dernières années, elle devient sourde. Le 31 mars 1881, la princesse héréditaire Caroline est décédée à l'âge de 87 ans dans sa résidence au palais Bernstorff à Copenhague. La princesse defunte est inhumée en la cathédrale de Roskilde, la nécropole traditionnelle des rois de Danemark, sur l'île de Seeland non loin de Copenhague.